# Los hermanos ashkenazi
Los hermanos Ashkenazi es una novela de Israel Yehoshua Singer, escrita en yidis y publicada por primera vez en 1935.
La novela transcurre mayormente en la ciudad de Lodz, un importante centro textil de Europa oriental, llamado el Mánchester polaco. En este ambiente se desarrolla la historia de la familia Ashkenazi durante tres generaciones, una familia judía de clase alta, entre finales del siglo XIX y el fin de la Primera Guerra Mundial.
La acción se articula alrededor Max Ashkenazi, un ambicioso joven de familia jasídica que mientras que va dejando de lado su judaísmo, se convierte en un poderoso industrial textil, para perder toda su fortuna con la llegada de la Primera Guerra Mundial, el comunismo y el antisemitismo europeo.
- Datos: Q7720370